# 390年代
390年代（さんびゃくきゅうじゅうねんだい）は、西暦（ユリウス暦）390年から399年までの10年間を指す十年紀。